# Henry Foss
Henry Foss a Sanctuary – Génrejtek című kanadai sci-fi-fantasy televíziós sorozat főszereplője. A Ryan Robbins által alakított szereplő a Menedék számítástechnikusa, fegyvertervezője, a teljes védelmi rendszer karbantartója. Vérfarkasként maga is abnormális lény.

## Élete
Henry Foss Helen Magnus apjának első fegyvertervezőjének leszármazottja, Ashley és Nagyfiú barátja. A fegyverek mellett ő látja el a Menedék védelmét biztosító rendszerek tervezését, megalkotását, karbantartását, nagyszerű számítástechnikus. Szarkasztikus, gúnyoros és vitathatatlanul zseniális.
Az első évad Az Ötök című epizódjában fény derül rá, hogy Henry is abnormális lény, egy vérfarkas, Magnus korábbi páciense. Az Edward című epizódban arra kérte Dr. Magnust, szabadítsa meg a vérfarkas-léttől, de végül meggondolta magát. A második évadban megtudjuk, hogy Rachel, a Menedéknek dolgozó egyik tudós segített neki elfogadni, mi ő, és megtanulta uralni a képességet.
Képességei, ereje többször is hasznosnak bizonyultak, amikor más természetfeletti lénnyel kellett szembeszállnia.

## A szerep és fogadtatása
Ryan Robbins más televíziós szerepeihez hasonlítva úgy nyilatkozott, ezt a szerepet volt a legkönnyebb eljátszania, beleértve Ladon Radim (Csillagkapu: Atlantisz) vagy Charlie Connor (Csillagközi romboló) szerepét is. Az első évadban Henry Foss még visszatérő karaktere volt a sorozatnak, a második évadra főszereplővé lépett elő. 2009-ben a színész az Edward című epizódban nyújtott alakításáért Leo-díjat nyert a Legjobb férfi vendégszereplő drámai sorozatban kategóriában.

## Külső hivatkozások
- Henry Foss a sorozat hivatalos weboldalán
- IMDb Archiválva 2009. november 23-i dátummal a Wayback Machine-ben
- Sanctuary Wikia